# Division d'Honneur 1934-1935
La Division d'Honneur 1934-1935 è stata la 35ª edizione della massima serie del campionato belga di calcio disputata tra il settembre 1934 e il maggio 1935 e conclusa con la vittoria dell'Union Royale Saint-Gilloise, al suo undicesimo titolo e terzo consecutivo.
Capocannoniere del torneo fu Marius Mondelé (Daring Club de Bruxelles), con 28 reti.

## Formula
Come nella stagione precedente le squadre partecipanti furono 14 e disputarono un turno di andata e ritorno per un totale di 26 partite.
Le ultime due classificate retrocedettero in Division 1.

## Squadre
| Squadra                  | Città                | Stadio | Stagione 1933-1934  |
| ------------------------ | -------------------- | ------ | ------------------- |
| Standard Liegi           | Liegi                |        | 3°                  |
| R. Berchem Sport         | Berchem              |        | Division I          |
| White Star Woluwe AC     | Woluwe-Saint-Lambert |        | Division I          |
| RC Malines SR            | Malines              |        | 11°                 |
| RRC de Gand              | Gand                 |        | 10°                 |
| Beerschot AC             | Anversa              |        | 6°                  |
| RCS Brugeois             | Bruges               |        | 8°                  |
| Anversa                  | Anversa              |        | 5°                  |
| Union Saint-Gilloise     | Saint-Gilles         |        | Campione del Belgio |
| Daring Club de Bruxelles | Bruxelles            |        | 2°                  |
| Belgica FC Edegem        | Edegem               |        | 12°                 |
| RFC Malinois             | Malines              |        | 9°                  |
| TSV Lyra                 | Lier                 |        | 7°                  |
| Liersche SK              | Lier                 |        | 4°                  |

## Classifica finale
|                   | Pos. | Squadra                     | Pt | G  | V  | N | P  | GF | GS  | DR  |
| ----------------- | ---- | --------------------------- | -- | -- | -- | - | -- | -- | --- | --- |
| Belgio (bandiera) | 1.   | Union Royale Saint-Gilloise | 45 | 26 | 21 | 3 | 2  | 84 | 29  | +55 |
|                   | 2.   | K. Liersche SK              | 40 | 26 | 19 | 2 | 5  | 78 | 39  | +39 |
|                   | 3.   | Daring Club de Bruxelles SR | 35 | 26 | 15 | 5 | 6  | 69 | 42  | +27 |
|                   | 4.   | R. Beerschot AC             | 33 | 26 | 14 | 5 | 7  | 63 | 39  | +24 |
|                   | 5.   | Anversa                     | 30 | 26 | 13 | 4 | 9  | 80 | 55  | +25 |
|                   | 6.   | RCS Brugeois                | 27 | 26 | 12 | 3 | 11 | 46 | 40  | +6  |
|                   | 7.   | Standard Liegi              | 26 | 26 | 10 | 6 | 10 | 73 | 67  | +6  |
|                   | 8.   | RC Malines SR               | 23 | 26 | 8  | 7 | 11 | 41 | 55  | -14 |
|                   | 9.   | R. Berchem Sport            | 23 | 26 | 11 | 1 | 14 | 63 | 74  | -11 |
|                   | 10.  | White Star Woluwe AC        | 21 | 26 | 9  | 3 | 14 | 47 | 73  | -26 |
|                   | 11.  | RFC Malinois                | 20 | 26 | 8  | 4 | 14 | 61 | 61  | 0   |
|                   | 12.  | KM Lyra                     | 19 | 26 | 8  | 3 | 15 | 49 | 75  | -26 |
|                   | 13.  | RRC de Gand                 | 14 | 26 | 5  | 4 | 17 | 37 | 74  | -37 |
|                   | 14.  | Belgica FC Edegem           | 8  | 26 | 3  | 2 | 21 | 49 | 119 | -70 |

Legenda:

      Campione del Belgio
      Retrocesso in Division 1
Note:

Due punti a vittoria, uno a pareggio, zero a sconfitta.

### Verdetti
- Union Royale Saint-Gilloise campione del Belgio 1934-35.
- RRC de Gand e Belgica FC Edegem retrocesse in Division I.